# Jamsession
Eine Jamsession (IPA: ˈd͡ʒɛmˌsɛʃn̩, anhörenⓘ; von englisch jam: Jargon für „improvisieren“ und session: „Sitzung“, „Veranstaltung“) ist ein zwangloses Zusammenspiel von Musikern, die üblicherweise nicht in einer Band zusammenspielen oder -singen.

## Die Jamsession im Jazz
Auf Jamsessions spielen Jazzmusiker entweder Stücke, deren harmonische Schemata und Melodien allen Mitmusikern bekannt sind (sogenannte Jazzstandards) oder sie improvisieren frei. Oft wird die Rhythmusgruppe, meist bestehend aus Klavier, Kontrabass und Schlagzeug, für die Session im Voraus zusammengestellt, damit die hinzukommenden Musiker wissen, was für eine Musik sie erwartet. Das musikalische Material der Jamsessions bilden die Jazzstandards, die in Sammlungen wie dem Realbook dokumentiert sind. Vereinbart wird außer dem Stück lediglich das Tempo; weitere Einzelheiten (z. B. die Reihenfolge der Soli und deren Länge sowie weitere Interaktionen) ergeben sich aus dem Geschehen.
Jamsessions waren für die gesamte Jazzentwicklung von großer Bedeutung: Für Jazzmusiker, die ihr Geld in kommerziellen Studio- oder Tanzorchestern verdienten, geben sie die Gelegenheit, sich voll auszuspielen. In den frühen 1940er-Jahren etwa trafen sich viele Swing-Musiker (zum Teil aus Big Bands, zum Teil auch aus kleinen Formationen) im Minton’s Playhouse in Harlem, um „after hours“ (nach Mitternacht) noch ein wenig zu jammen. Aus diesen Treffen in den frühen Morgenstunden entstand der Bebop und damit die Grundlage für den gesamten Modern Jazz.

## Die Jamsession bei Contact Improvisation
Beim experimentellen Tanzen im Rahmen einer Contact-Improvisation-Jam existieren neben freien Jams verschiedene thematische Formen (focused jams):
- Blind Jam: mit geschlossenen/verbundenen Augen
- Underscore Jam
- Silent Jam: ohne Musik